# 海南柳莺
海南柳莺（学名：Phylloscopus hainanus）是雀形目柳莺科的一种鸟类，其自然生境是亚热带或热带湿润低地森林和亚热带或热带湿润山地森林，该物种受到栖息地丧失的威胁。
海南柳莺分布于海南省，是中国特有物种。该物种是单型物种，没有亚种分化。
海南柳莺体重约9.45克，翼长约51.5毫米，嘴峰长约11.1毫米，喙宽度约2.3毫米，喙厚度约2.1毫米，跗蹠长约16.5毫米，尾长约38.6毫米。海南柳莺在其分布区内为留鸟，其栖息在密集的高大树木组成的森林中，食性为肉食性，主要食物来源是陆生无脊椎动物。